# Vimpelles
Vimpelles és un municipi francès, situat al departament de Sena i Marne i a la regió de Illa de França. L'any 2007 tenia 477 habitants.
Forma part del cantó de Provins, del districte de Provins i de la Comunitat de comunes Bassée-Montois.

## Demografia

### Població
El 2007 la població de fet de Vimpelles era de 477 persones. Hi havia 160 famílies, de les quals 29 eren unipersonals (8 homes vivint sols i 21 dones vivint soles), 53 parelles sense fills i 78 parelles amb fills.
La població ha evolucionat segons el següent gràfic:
Habitants censats

### Habitatges
El 2007 hi havia 248 habitatges, 168 eren l'habitatge principal de la família, 56 eren segones residències i 23 estaven desocupats. 246 eren cases i 2 eren apartaments. Dels 168 habitatges principals, 151 estaven ocupats pels seus propietaris, 8 estaven llogats i ocupats pels llogaters i 9 estaven cedits a títol gratuït; 5 tenien dues cambres, 22 en tenien tres, 47 en tenien quatre i 94 en tenien cinc o més. 120 habitatges disposaven pel capbaix d'una plaça de pàrquing. A 63 habitatges hi havia un automòbil i a 94 n'hi havia dos o més.

### Piràmide de població
La piràmide de població per edats i sexe el 2009 era:
| Homes | Edats   | Dones |
| ----- | ------- | ----- |
| 0     | 95 o +  | 0     |
| 0     | 90 a 94 | 0     |
| 0     | 85 a 89 | 12    |
| 8     | 80 a 84 | 4     |
| 4     | 75 a 79 | 12    |
| 20    | 70 a 74 | 12    |
| 4     | 65 a 69 | 4     |
| 12    | 60 a 64 | 12    |
| 8     | 55 a 59 | 16    |
| 12    | 50 a 54 | 4     |
| 12    | 45 a 49 | 16    |
| 12    | 40 a 44 | 20    |
| 20    | 35 a 39 | 16    |
| 28    | 30 a 34 | 16    |
| 4     | 25 a 29 | 12    |
| 8     | 20 a 24 | 4     |
| 8     | 15 a 19 | 12    |
| 16    | 10 a 14 | 32    |
| 24    | 5 a 9   | 16    |
| 20    | 0 a 4   | 32    |

## Economia
El 2007 la població en edat de treballar era de 287 persones, 222 eren actives i 65 eren inactives. De les 222 persones actives 207 estaven ocupades (110 homes i 97 dones) i 14 estaven aturades (7 homes i 7 dones). De les 65 persones inactives 16 estaven jubilades, 31 estaven estudiant i 18 estaven classificades com a «altres inactius».

### Ingressos
El 2009 a Vimpelles hi havia 183 unitats fiscals que integraven 501 persones, la mediana anual d'ingressos fiscals per persona era de 19.178 €.

### Activitats econòmiques
Dels 13 establiments que hi havia el 2007, 2 eren d'empreses extractives, 3 d'empreses de construcció, 3 d'empreses de comerç i reparació d'automòbils, 1 d'una empresa de transport, 1 d'una empresa d'informació i comunicació, 1 d'una empresa immobiliària, 1 d'una empresa de serveis i 1 d'una empresa classificada com a «altres activitats de serveis».
Dels 4 establiments de servei als particulars que hi havia el 2009, 1 era un paleta, 1 guixaire pintor i 2 lampisteries.
L'any 2000 a Vimpelles hi havia 8 explotacions agrícoles.

## Equipaments sanitaris i escolars
El 2009 hi havia una escola elemental integrada dins d'un grup escolar amb les comunes properes formant una escola dispersa.

## Poblacions més properes
El següent diagrama mostra les poblacions més properes.